# Recepcija (TV igra)
Recepcija je slovenska TV igra iz leta 1985.

## Zgodba
Na znanstvenem simpoziju sociologi razpravljajo o temah, kot so vloga žensk, problemi družine in velike stanovanske soseske. Za goste skrbijo dekleta, ki z ambicioznostjo bežijo pred nesrečnimi zasebnimi življenji. Najmlajša med njimi je apatična, najstarejša pa življenje sprejema takšno, kakršno je. Novinka med njimi in druga najmlajša, naivna absolventka Zvonka, iz koristoljubja pomaga uglednemu znanstveniku odstraniti neprijetnega sodelavca. Zgodba naj bi obravnavala prepad med teorijo in prakso življenja.

## Kritike
Lilijana Šaver (Delo) je opazila, da želi TV igra govoriti o življenju žensk različnih generacij v sodobnem svetu in da ni primeren format za obravnavo zahtevnega scenarija. Režiserju je očitala, da je iz igralk naredil kup histeričnih žensk. Spraševala se je, zakaj so za izvirno TV dramo najeli režiserja, ki nalogi ni kos. Menila je, da bi bilo pametneje, če bi zmanjšali število statistov in privarčevani denar vložili v boljše stranske like ter v več snemalnih dni ali daljše trajanje, kar bi scenariju in igralcem omogočilo, da povedo, kar brez dvoma znajo.

## Zasedba
- Saša Pavček: Zvonka
- Milena Zupančič: najstarejša receptorka
- Marjeta Gregorač
- Maja Sever
- Damjana Luthar
- Vesna Jevnikar: najmlajša receptorka
- Boris Cavazza
- Igor Samobor
- Ivo Ban
- Dare Valič
- Miha Baloh

## Ekipa
- scenografija: Belica Škerlak
- kostumografija: Zvonka Makuc